# Andrea Scaccini
Andrea Scaccini (Ancona, 24 maggio 1915 – Forlì, 7 settembre 1995) è stato un calciatore e allenatore di calcio italiano, di ruolo difensore.

## Carriera
Dopo gli esordi con il Forlì, passa alla Reggiana, con cui disputa due campionati di Serie C.
Nel 1937 si trasferisce all'Anconitana, dove gioca sei campionati di Serie B per un totale di 133 presenze.
Termina la carriera nel 1944 con il Forlimpopoli.

## Palmarès

### Giocatore

#### Competizioni nazionali
- Serie C: 1

Anconitana-Bianchi: 1941-1942